# Zeeweg (Vlaanderen)
De Zeeweg is een historische weg in West-Vlaanderen die Torhout en Aartrijke via Bekegem en Roksem verbindt met Oudenburg.
Oorspronkelijk was dit een Romeins deverticulum, een aftakking van de heerbaan via Aartrijke naar Kortrijk en Doornik. Via deze weg kwam men zeewaarts uit bij het castellum van Oudenburg. Landinwaarts is de Zeeweg nog intact tot iets ten noorden van Torhout.
Langs de Zeeweg werden in de loop der eeuwen diverse kapellen, kerken en windmolens gebouwd en -meer recent- ook een watertoren.